# Матусов, Яков Наумович
Яков Наумович Ма́тусов (1908, Мозырь — 10 мая 1967, Москва) — сотрудник органов государственной безопасности СССР, юрист, писатель.

## Биография
Родился в еврейской семье. Его отец, преподаватель Киевской гимназии, умер в 1911 году.
В 1923 году закончил электрошколу, до 1927 года работал электромонтёром в отделении Госбанка.
В 1927 году поступил в Минский университет на юридический факультет.
С декабря 1927 года нештатный сотрудник белорусского отделения ОГПУ. После двух лет обучения в университете, осенью 1929 года по путёвке комсомола стал практикантом, затем штатным сотрудником ОГПУ. В 1931 году переведён в центральный аппарат ОГПУ и переехал в Москву.
Член ВКБ(б) с июня 1938 года.
С июля 1942 года — заместитель начальника 1-го отдела (борьба с разведкой противника) 2-го Управления НКВД (с 1943 НКГБ-МГБ). В 1946 году уволен в запас в звании полковника вновь назначенным тогда на пост министра госбезопасности В. Абакумовым – из-за личной вражды и кардинальных расхождений во взглядах на методы профессиональной деятельности.
2 ноября 1951 года арестован по обвинению в «затирании и смазывании дел 37-38 гг.» (официальная формулировка), обвинён в незаконном хранении ядов и участии в сионистском заговоре с целью уничтожения высшего руководства СССР, включая Сталина, и захвата власти. Претерпел зверские пытки и избиения, но виновным себя не признал, вышел живым только благодаря смерти Сталина. Освобождён 5 июня 1953 года и реабилитирован. В органы госбезопасности не возвращался, работал адвокатом в Дзержинском районе Москвы. 28 февраля 1959 года исключён из КПСС «за нарушения социалистической законности» и лишён пенсии сотрудника госбезопасности. Безуспешно апеллировал в Комитет партийного контроля при ЦК КПСС. По словам П. А. Судоплатова, на Матусова возложили ответственность за незаконное преследование Александра Солженицына.
После смены власти, и в особенности с приходом Хрущёва, представлял собой крайне неудобную фигуру для партийной верхушки тех лет, так как слишком хорошо был осведомлён о недавнем прошлом высокопоставленных функционеров. Подвергался многолетней травле, был исключён из рядов КПСС, однако, материалов для более жёстких репрессий Главная военная прокуратура при всём желании и личной заинтересованности отдельных сотрудников не нашла.
В 1960-х годах стал писателем. В соавторстве с Еленой Голубевой написал документальный очерк «Юность старого чекиста» о своём дяде М. П. Андрееве, руководителе партийно-комсомольского подполья в Мозыре в период Гражданской войны. Под псевдонимом Яков Наумов опубликовал документальную повесть «Чекистка» о В. П. Брауде (Булич). Затем в соавторстве с А. Я. Свердловым (литературный псевдоним Андрей Яковлев) создал цикл детективных повестей о чекистах: «Тонкая нить», «Конец полковника Тулбиса», «Двуликий Янус». Последняя повесть цикла, «Схватка с оборотнем», была впервые издана в 1975 году, после смерти обоих соавторов, без указания авторства Матусова. Его участие в создании повести было доказано наследниками в суде в 2009 году.